# Fosfat de sodi
El fosfat de sodi és un compost inorgànic, una sal, que conté cations sodi(1+) {\displaystyle {\ce {Na+}}} i anions fosfat {\displaystyle {\ce {PO4^3-}}}, la qual fórmula química és {\displaystyle {\ce {Na3PO4}}}. És un agent de neteja, additiu alimentari, llevataques i desgreixador. S'ha fet servir molt en detergents i sabons però per problemes mediambientals fa que no s'utilitzi gaire al món occidental. Els seus substituts no són tan efectius.

## Propietats
És un sòlid blanc granular o sòlid cristal·lí, molt soluble en aigua i que produeix una solució alcalina. El producte comercial està parcialment hidratat des de l'anhidre, Na₃PO₄, al dodecahidrat Na₃PO₄·12H₂O.

## Usos
El pH de la solució a l'1% és de 12, prou alcalina per la saponificació dels greixos i olis. Combinat amb tensioactius és un excel·lent agent netejador per a moltes aplicacions. A partir de 1960, als Estats Units es va limitar el seu ús. Els seus substituts consisteixen principalment en carbonat de sodi amb un percentatge limitat de fosfats de sodi. Dissol els òxids de coure en les canonades que condueixen aigua domèstica. Es fa servir en la manufactura de la ceràmica per abaixar el punt de fluïdesa. El {\displaystyle {\ce {Na3PO4}}} es fa servir per netejar les parets abans de pintar.

### Additiu alimentari
El fosfat de sodi és un additiu alimentari aprovat a la Unió Europea i altres països. El seu codi E és E339 i es fa servir com regulador de l'acidesa en diversos productes alimentaris. També és un suplement nutricional per a la millora d'alguns paràmetres de l'exercici físic. Però, encara que no és tòxic, irrita la mucosa gàstrica.